# Целминьш, Хуго
Хуго Целминьш (латыш. Hugo Celmiņš, 30 [18] октября 1877 года, Лубана — 30 июля 1941 года, Коммунарка) — латвийский политический деятель.

## Биография
Окончил Рижский политехнический институт.
Премьер-министр Латвии: 1 срок: 19 декабря 1924 г. — 23 декабря 1925 г.и 2 срок: 1 декабря 1928 г. — 26 марта 1931 г. 

Мэр Риги (1931—1935). 

Посол в Берлине. 

Министр иностранных дел Латвии (1925, 1930—1931). 

Министр сельского хозяйства Латвии (1920—1921, 1924—1925).

Министр образования (1923—1924). 

Лидер партии «Латышский крестьянский союз».

Работал агрономом, педагогом и публицистом. 

Редактор еженедельника «Baltijas Lauksaimnieks».

## Смерть
Расстрелян 30 июля 1941 года в Лефортовской тюрьме в Москве.

## Награды
Награждён орденом Лачплесиса, Орденом Трёх звёзд и др.

## Память
В честь Хуго Целминьша в 2022 году переименована улица в Риге (бывшая улица Старая Русас).